# フッ素19核磁気共鳴

単純な有機化合物の^{19}F NMRスペクトルの例。それぞれのピークの下に積分値が示されている。

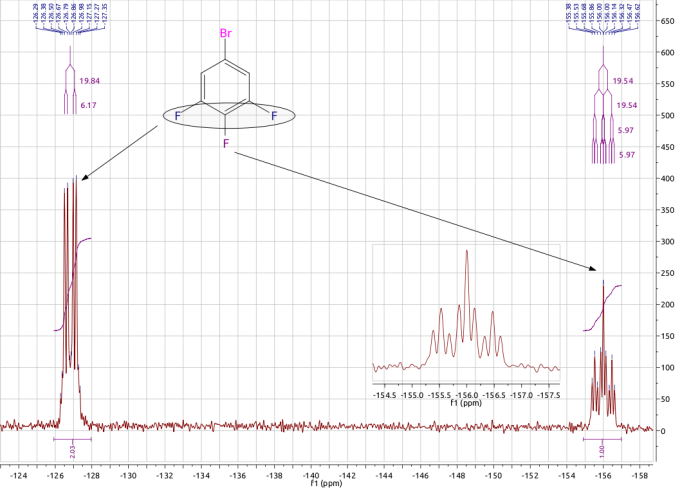
1-ブロモ-3,4,5-トリフルオロベンゼンの^{19}F NMRスペクトル。拡大図はパラ位フッ素の2つのメタ位フッ素および2つのオルソ位プロトン核へのカップリングから生じるスピン-スピンカップリングパターンを示している。

フッ素19核磁気共鳴（フッそ19かくじききょうめい、19F NMR）は、フッ素を含む化合物の同定に使われる分析技術である。 19FはNMR分光法のための最も重要な核種の一つである。

## 操作の詳細
19Fは1/2の核スピンと高い磁気回転比を持つ。これは、この同位体がNMR測定に高応答性であることを意味する。そのうえ、19Fは天然に存在するフッ素の100%を占める。フッ素以外にモノアイソトピック（またはそれに近い）でスピン1/2の高感度なNMR活性核は1H と31Pだけである。
その好都合な性質と高い存在量のため、19F NMRは非常に速く、1H NMR分光法に匹敵する。実際、19F核は3H核と1H核に次いで3番目に高感度な（磁気回転比が高い）NMR核である（磁気回転比: 3H, 45.41; 1H, 42.58; 19F, 40.05; 単位はＭHz T−1）。

フッ素の化合物の化学シフト。

19F NMRの化学シフトの範囲は非常に広く、およそ550から−250 ppmの範囲にあるが、有機フッ素化合物から生じる通常遭遇するシグナルはおよそ−50から−70 ppm（CF3基）、−200から−220 ppm（CH2F基）にある。非常に広いスペクトル範囲は、低いデータ分解能や不正確な積分といったスペクトルを記録するうえでの問題を引き起こす。
19Fについての基準化合物はCFCl3である。しかし、過去にはCF3COOH（CFCl3を基準にして−76 ppm）、C6F6（CFCl3を基準にして−163 ppm）を含む多くの化合物が使われた。また、デカップリングした19F{1H}および1H{19F}スペクトル、多結合相関の19F-13C HMBC、空間を介した相関のHOESYスペクトルを記録することも可能である。

## 応用
通常、19F NMR分光法は有機フッ素化合物の構造を解析するために使われる。この手法の代表的な標的はC-F結合を含む多くの医薬品である。この技術はフッ素化物塩を分析するためにも使われる。